# Арагами
Арагами е японски екшън филм от 2003 г. режисиран от Ryuhei Kitamura. Филмът е участие на Kitamura в „Проект Дуел“, предизвикателство поставено от режисьора Shinya Kawai и неговия колега Yukihiki Tsutsumi, за направата на пълнометражен филм, само с двама актьори, в период от една седмица.

## Сюжет
Внимание:  Текстът по-долу разкрива сюжета на произведението (или части от него)!
Двама сериозно ранени самурай, намират подслон от бушуващата буря в изоставен храм, представляващ дом на изкусен фехтовач и красива млада жена. Веднага след пристигането си двамата другари припадат от загубената кръв.
Единия от тях се събужда, като открива, че не само приятеля му е умрял, но и раните му са излекувани мистериозно. Освен това младия самурай открива, че е получил дара на безсмъртието, от фехтовача, който някога е бил познат като легендарния Miyamoto Musashi, който сега води безкрайно съществуване като Арагами, „Богът на Битката“.

## Външни препртаки
- Aragami в  Internet Movie Database